# L'obligació de ser algú
L'obligació de ser algú és el disc de debut del grup de Vilanova i la Geltrú La Brigada. Fou publicat el mes d'abril de l'any 2008 per la discogràfica anglesa Outstanding Records.
Després d'uns primers anys cantant en anglès sota el nom de The Light Brigade, l'any 2007 el grup va decidir fer el salt al català “per honestedat i perquè és la nostra llengua materna”, deia el cantant i compositor del grup, Pere Agramunt, en una entrevista amb Mondosonoro. I afegia: “Històricament, les bones cançons són les que han estat escrites en la llengua materna”. En aquest sentit, L'obligació de ser algú és un treball cantat ja íntegrament en català. Nogensmenys, tres dels temes inclosos són adaptacions al català de cançons anteriors en anglès. El disc fou enregistrat i mesclat als estudis gdm de Vilanova i la Geltrú per Pere Serrano entre els mesos d'octubre i desembre de 2007; produït per La Brigada i Pere Serrano, i masteritzat a Kevorkian Mastering (New York) per Fred Kevorkian.
L'obligació de ser algú beu de la música anglosaxona i dels referents de la cançó d'autor catalana. La combinació entre la llengua catalana, la música americana i matisos tan personals com la trompeta i els arranjaments donen un so molt personal. El diari Vilaweb el definia com a “pop en estat pur, de melodies amables dominades per la brillantor de les guitarres acústiques i amanides pel so personal de la trompeta i l'harmònica que aporta dosis de folk-rock”.
Amb aquest treball, La Brigada van aconseguir diverses mencions entre el més destacat de l'any. La revista Mondosonoro (edició Catalunya) el va classificar com el millor disc de l'any, mentre que la revista Enderrock el va situar com el cinquè millor disc de l'any. Durant els mesos següents a la publicació del disc, el grup va tenir ocasió de presentar-lo per diversos festivals arreu del Principat, com són el Mercat de Música Viva de Vic (MMVV), el BAM, l'In-Somni Festival, l'Altaveu i l'Acústica. De L'obligació de ser algú se'n van extreure dos videoclips, concretament de les dues cançons que l'obren: Una imatge més, dirigit per Luis Carrizo el setembre de 2008, i Com fulles mortes, dirigit per Tanit Plana i Albert Girons el novembre de 2009.

## Llista de cançons
Totes les cançons foren escrites i compostes per Pere Agramunt, excepte Si vull marxar, per Stephin Merritt. 
| Núm.          | Títol                                | Durada |
| ------------- | ------------------------------------ | ------ |
| 1.            | «Com fulles mortes»                  | 2:58   |
| 2.            | «Una imatge més»                     | 4:18   |
| 3.            | «Si vull marxar»                     | 3:24   |
| 4.            | «Se que l'amor no durarà per sempre» | 4:24   |
| 5.            | «La llista negra»                    | 4:42   |
| 6.            | «La sort que sempre tinc»            | 3:34   |
| 7.            | «L'experiència només és un nom»      | 2:59   |
| 8.            | «Un trist i miserable cop de mà»     | 4:24   |
| 9.            | «No ets tu, sóc jo»                  | 3:35   |
| 10.           | «Des de l'agost»                     | 4:01   |
| 11.           | «Quan tot sigui millor»              | 2:44   |
| Durada total: | Durada total:                        | 40:08  |

## Personal
La Brigada
- Pere Agramunt - Veu, guitarra acústica, guitarra elèctrica, harmònica a La llista negra.
- Miquel Tello - Baix, hammond, pianet i teclats antics diversos.
- Magí Mestres - Trompeta, veus, harmònica, guitarra elèctrica a La sort que sempre tinc, percussió.
- Ricard Parera - Bateria, percussió.
- David Charro - Hammond a Una imatge més i La sort que sempre tinc, baix a Quan tot sigui millor, glockenspiel a Si vull marxar, veus a L'experiència només és un nom.

Músics addicionals
- Jordi Macaya - Viola.
- Xavi Montaner - Trombó.
- Blanca Nuño - Veus.
- Pere Serrano - Percussió

## Curiositats
- Si vull marxar és una versió en català del tema Famous del grup The Magnetic Fields, composta per Stephin Merritt.[14]
- El disseny del disc és obra de Luis Carrizo i Jordi Caba Orriols, de l'empresa Calidoscope; mentre que les fotografies són de Dani Cantó.[15]